# Moha (Hungria)
Moha é um município da Hungria, situado no condado de Fejér. Tem 9,88 km² de área e sua população em 2015 foi estimada em 586 habitantes.